# Colonia Peña
Colonia Peña est une localité rurale argentine située dans le département de Federación et dans la province d'Entre Ríos. Colonia Peña est une localité située dans la juridiction du centre de population rurale de San Ramón dans le district de Mandisoví du département de Federación dans la province d'Entre Ríos. Elle est située sur la route provinciale 5, qui la relie au nord-est à Chajarí et à l'ouest à Federal, et près du ruisseau Mandisoví Chico.

## Démographie et histoire
La population de la localité, c'est-à-dire à l'exclusion de la zone rurale, était de 103 personnes en 2001 et elle n'était pas considérée comme une localité lors du recensement de 1991.
Le conseil de direction de San Ramón a été créé par le décret no 3420/1986 MGJE du 11 août 1986 et ses limites juridictionnelles ont été fixées par le décret no 2372/2002 MGJE du 19 juin 2002 pour inclure une partie des districts de Mandisoví, Gualeguaycito et Atencio al Este.